# Supermarine Type 545
El Supermarine 545 fue un proyecto de caza a reacción supersónico diseñado por el constructor de aviones británico Supermarine. Se construyó un solo avión, pero no llegó a volar, en gran medida porque el proyecto había caído en desgracia políticamente.
El proyecto comenzó a principios de la década de 1950 en respuesta al interés por los aviones transónicos dentro de la Real Fuerza Aérea. Supermarine, que en ese momento estaba involucrada en el desarrollo de otro caza de primera línea, el Swift, decidió utilizar este programa existente como punto de partida del Type 545. Las principales diferencias con el Swift anterior fueron la adopción de un ala en forma de media luna y un motor más potente en forma de un turborreactor Rolls-Royce Avon con poscombustión; entre sus capacidades de rendimiento, Supermarine afirmó que el avión sería fácilmente capaz de alcanzar Mach 1,3.
En febrero de 1952, la empresa recibió un encargo para la construcción de un par de prototipos. Sin embargo, cuando se completó el primero, el proyecto ya se había vuelto políticamente inaceptable debido a las considerables deficiencias del Swift. Tras haber perdido la confianza en Supermarine, el 25 de marzo de 1956 el contrato fue cancelado antes de que el primer avión hubiera volado. Después de un breve período de almacenamiento, el único Type 545 fue donado como ayuda a la instrucción a la Facultad de Aeronáutica del Aeropuerto de Cranfield, Bedfordshire; finalmente fue desguazado en 1967. Unos años más tarde, Supermarine dejó de existir como empresa independiente.

## Diseño y desarrollo

### Antecedentes
Los orígenes del Type 545 se remontan a principios de la década de 1950 y al interés de la Real Fuerza Aérea (RAF) en desarrollar aviones transónicos que sirvieran como medida provisional mientras se desarrollaba la próxima generación de cazas supersónicos. Dos constructores de aviones rivales, Supermarine y Hawker, prepararon por separado propuestas de este tipo de aviones, y ambos optaron por diseñar derivados de sus respectivos aviones de combate Swift y Hunter, siendo estos el Type 545 y el Hawker P.1083 respectivamente. En febrero de 1951, Supermarine realizó su presentación inicial; fue aceptada formalmente por el Ministerio del Aire aproximadamente un mes después.
En esta etapa, el programa del Swift estaba en desarrollo y sus deficiencias aún no se habían hecho evidentes; este afortunado momento es un factor que el autor de aviación Derek Wood acredita como una de las principales razones por las que la propuesta de Supermarine hubiera recibido un mayor favor sobre la oferta de Hawker, entre los funcionarios de la RAF que revisaron las dos propuestas.
El Type 545 había sido diseñado para cubrir los requisitos estipulados en la Especificación F.105D del Ministerio del Aire; se proyectaba que fuera capaz de alcanzar Mach 1,3; en comparación con el rival P.1083, la compañía había predicho que alcanzaría un rendimiento superior. Externamente, el Type 545 tenía un parecido rudimentario con el Swift y habría servido como su sucesor espiritual. Sin embargo, el avión fue rediseñado radicalmente y se le dotó de un fuselaje con la regla del área, entre otros cambios.
Una de las características visualmente más destacadas del Type 545 era su ala poco ortodoxa en forma de media luna, que se concibió como una contribución importante al rendimiento del avión, particularmente a velocidades supersónicas. Estaba emparejada con un fuselaje con forma de bala; la parte inferior del mismo estaba aplanada alrededor de la unión con las alas para suavizar el flujo de aire y evitar las malas características de manejo a baja velocidad del Swift. La estructura del avión estaba compuesta por un revestimiento exterior relativamente grueso sostenido por debajo estrechamente por un delgado entramado en toda la envergadura, que se afirmaba que proporcionaba al fuselaje una relación resistencia-peso superior a la media entre sus contemporáneos. El avión estaba propulsado por un único turborreactor Rolls-Royce Avon, equipado con poscombustión y alimentado con aire que pasaba a través de una toma elíptica cerca del morro. Según el autor de aviación Francis Mason, el diseño distintivo de esta entrada era la diferencia más obvia entre el Type 545 y su precursor, que tenía entradas laterales.
El ala en forma de media luna tenía tres secciones, 50° de aflechamiento en la parte interior, 40° en el centro y 30° en la parte exterior, la relación de aspecto media sería del 7,5 por ciento y la relación espesor/cuerda se reduciría del 8 por ciento en la raíz al 6 por ciento en las puntas.

### Encargos y terminación
Durante febrero de 1952, Supermarine recibió un encargo de dos prototipos del Type 545 que se completarían bajo el contrato 6/Acft/7711. Durante 1955, se anunció que se cancelarían los trabajos del proyecto Type 545. Según Wood, esto se debió en parte a las considerables dificultades que se habían experimentado con el Swift, que en gran medida seguían sin resolverse. En concreto, Wood observó que el Swift se había convertido en un escándalo nacional a principios de 1955, lo que no sólo empañó al avión, sino también a la RAF y a la industria aeronáutica británica, adoptando en general una actitud más adversa hacia la aviación y otros proyectos aeronáuticos. El Type 545, con su estrecha asociación con el Swift, se convirtió así en un blanco particular para el escepticismo. Otras razones, como las limitaciones presupuestarias que obligaron a realizar recortes, se mencionaron públicamente en ese momento.
El primero de los prototipos, matrícula XA181, se había completado en Hursley Park y se estaba preparando para su vuelo inaugural cuando se recibió la noticia de la cancelación formal del contrato, el 25 de marzo de 1956. El segundo avión, XA186, que debía equiparse con un modelo más potente del motor Avon que permitiría alcanzar una velocidad máxima de Mach 1,6, fue cancelado antes de que se iniciara la construcción del fuselaje. Aproximadamente dos años después, Supermarine se disolvió efectivamente, tras ser absorbida por lo que surgiría como la British Aircraft Corporation (BAC).
Poco después de su finalización, el único prototipo completado fue almacenado por Supermarine a mediados de la década de 1950. Varios años después, el avión fue donado a la Facultad de Aeronáutica del Aeropuerto de Cranfield, Bedfordshire, donde se utilizó como ayuda didáctica para los estudiantes de ingeniería aeronáutica que asistían a la facultad. Durante el año 1967 se desmanteló el único Type 545.

## Especificaciones (estimadas)
Referencia datos: The British Fighter since 1912, Supermarine Aircraft Since 1914

### Características generales
- Tripulación: Uno (piloto)
- Longitud: 14,3 m (47 ft)
- Envergadura: 11,9 m (39 ft)
- Peso cargado: 9139 kg (20 142,4 lb)
- Planta motriz: 1× turborreactor Rolls-Royce RA.14R Avon.
  - Empuje normal: 42 kN (4283 kgf; 9442 lbf) de empuje.
  - Empuje con postquemador: 64 kN (6526 kgf; 14 388 lbf) de empuje.

### Rendimiento
- Velocidad máxima operativa (Vno): 1381 km/h (858 MPH; 746 kt) a 11 000 m (36 000 pies) (Mach 1,3)
- Techo de vuelo: 16 000 m (52 493 ft)

### Armamento
- Cañones: 

  - 4x ADEN de 30 mm

## Aeronaves relacionadas

### Secuencias de designación
- Secuencia Numérica (interna de Supermarine): ← 542 - 543 - 544 - 545 - 546 - 547 - 548 -- 551 - 552 - 553 - 554 - 555 - 556 - 557 →